# Vladivostok
Vladivostok (rusky Владивосто́к, čínsky 海參崴 pchin-jin Hǎishēnwǎi v českém přepisu Chaj-šen-waj) je město a přístav v Rusku, na Dálném východě, na pobřeží Tichého oceánu, nedaleko hranic s KLDR. Je centrem Přímořského kraje a také konečnou stanicí Transsibiřské magistrály z Moskvy. Název v překladu znamená „Vládni východu“.
Ve městě žije necelých 600 tis. obyvatel, s aglomerací má 616 884 obyvatel (2010).

## Historie

### Vliv Číny a postupně rostoucí ruský vliv

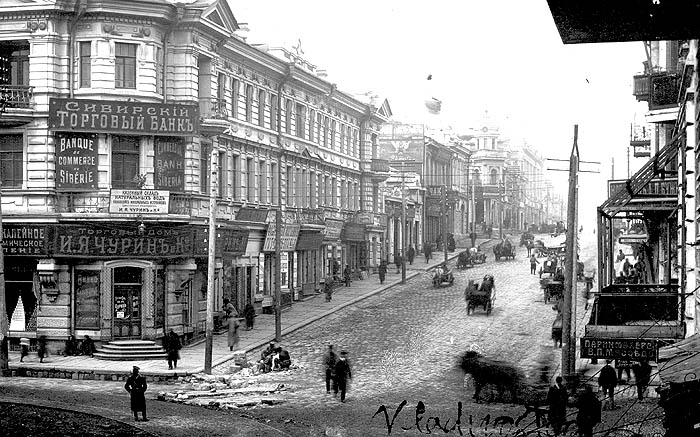
Vladivostok kolem roku 1910

Oblast dnešního Vladivostoku byla osídlená již dávno v minulosti, ještě v dobách před příchodem Číny a Ruska. Poprvé se oblast dnešního Vladivostoku objevuje na čínských mapách, jako Yongmingcheng za vlády Dynastie Jüan na konci 13. století. Ajgunskou smlouvou z roku 1858 a Pekingskou smlouvou z roku 1860 připadla nakonec celá oblast Ruské říši. První Evropané zde přistáli v roce 1855, a záliv na němž město dnes stojí pojmenovali Zlatý roh. Jeho tvar je totiž velmi podobný tomu v Istanbulu.

### Ruská vláda a vznik moderního města
20. června (2. července západního kalendáře) roku 1860 ruská loď Mančur pod vedením kapitána Alexeje K. Šefnera přistála u poloostrova a začala na rozkaz N.V. Komarova stavět základy budoucího města. Už roku 1864 sem bylo přesunuto vedení Ruských jižních přístavů. O rok později zde vznikla loděnice a začali se sem stěhovat první přistěhovalci. Roku 1871 sem byly přemístěny vojenské instalace – základna Sibiřské flotily, vojenský přístav a úřady vojenské správy. Roku 1878 byla však většina obyvatel neruští přistěhovalci ze zemí jako je Čína, Korea a Japonsko. Avšak v roce 1880 pak bylo zahájeno pravidelné spojení mezi Oděsou, Petrohradem a Vladivostokem. Ještě téhož roku byl Vladivostok se sedmi tisíci obyvateli prohlášen městem; zároveň se stal i hlavním městem Přímořského kraje. Začaly se zde zakládat i první hotely. Během dalších deseti let se sem začali stěhovat rolníci i další osadníci; začaly vycházet noviny a vzniklo i první divadlo. Postupně se začaly zavádět linky lodní dopravy i do jiných měst, jako je Kóbe, Nagasaki a Šanghaj. Na začátku 90. let 19. století se právě zde začalo se stavbou transsibiřské magistrály, vedoucí na západ k evropskému Rusku. Právě její otevření zkrátilo cestovní dobu sem z několika měsíců na několik týdnů. V prvních letech 20. století se zde otevírala další nová divadla a vznikaly nové obchodní příležitosti, obchodovalo se jak s ruskými městy (Chabarovsk), tak i s japonskými nebo čínskými. Zavedena zde byla i tramvajová doprava.

### Vladivostok za občanské války a Sovětského svazu

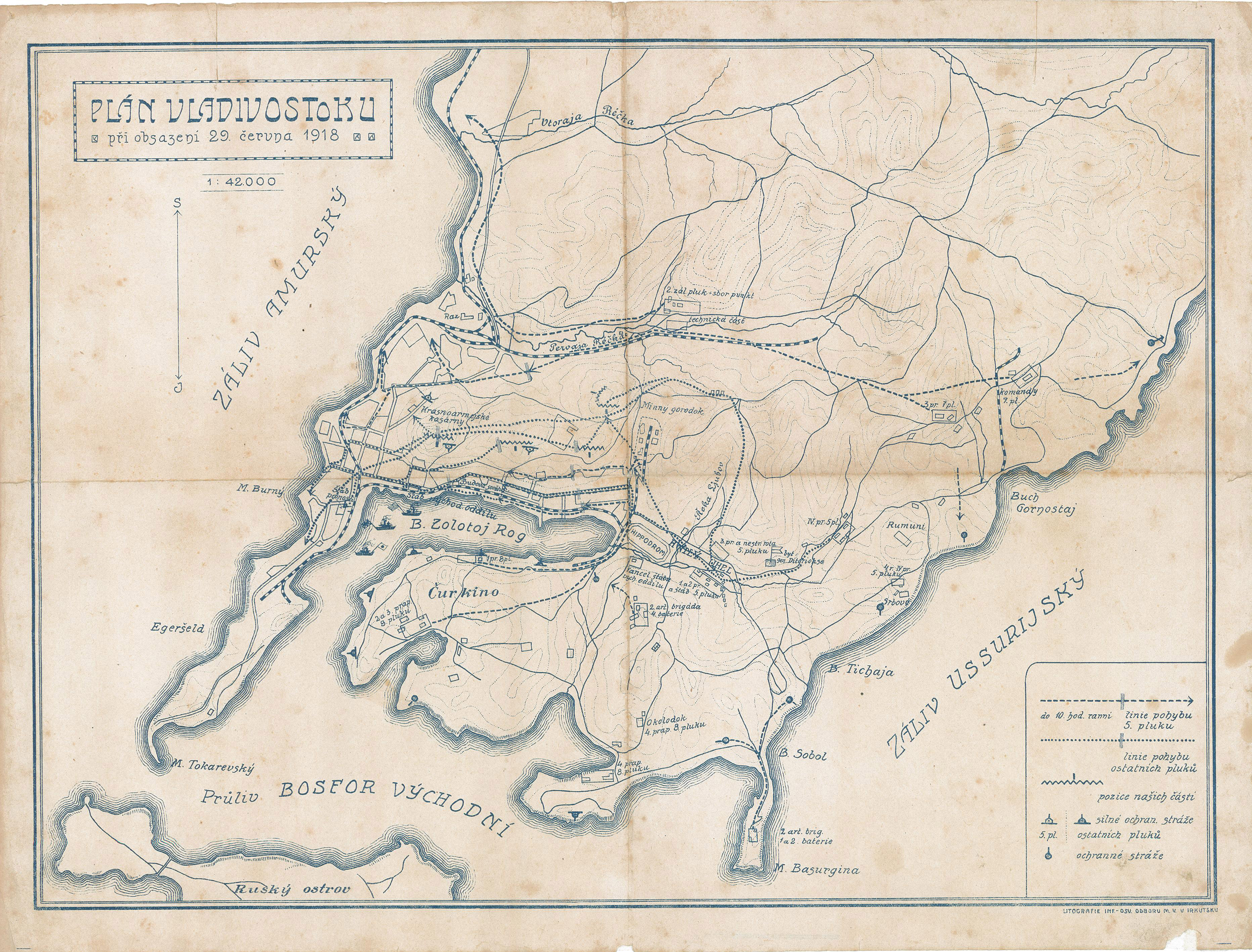
Vladivostok v den jeho obsazení Československými legiemi

V roce 1918 byl obsazen vojsky Československých legií v počtu přes 60 tisíc mužů . Později dorazily zahraniční posily Dohody a Japonci. Do roku 1922 se sem navíc stahovala bílá armáda a jejich přívrženci ze západu zmítaného válkou, což způsobilo prudký nárůst obyvatel – z 97 000 na 410 000, po ustanovení sovětské moci tito lidé nakonec většinou uprchli do USA. Československé legie vyčerpané svoji dlouhou cestou přes Sibiř a s touhou návratu ke svému novému národu, se vrátily přes přístav ve Vladivostoku, kolem světa, do Československa. Všechny spojenecké síly byly evakuovány do konce roku 1920, na rozdíl od Japonců, kteří zůstali až do roku 1922.
Počet obyvatel se poté opět snížil, tentokrát na 105 000. V 30. letech, teď už v Sovětském svazu, začala rekonstrukce vojenského přístavu ve městě; následně potom se město stalo centrem Tichomořské námořní flotily. Během represí ve 30. letech zde vznikl tábor, internující vzbouřence a později za války japonské zajatce.

### Vladivostok po druhé světové válce

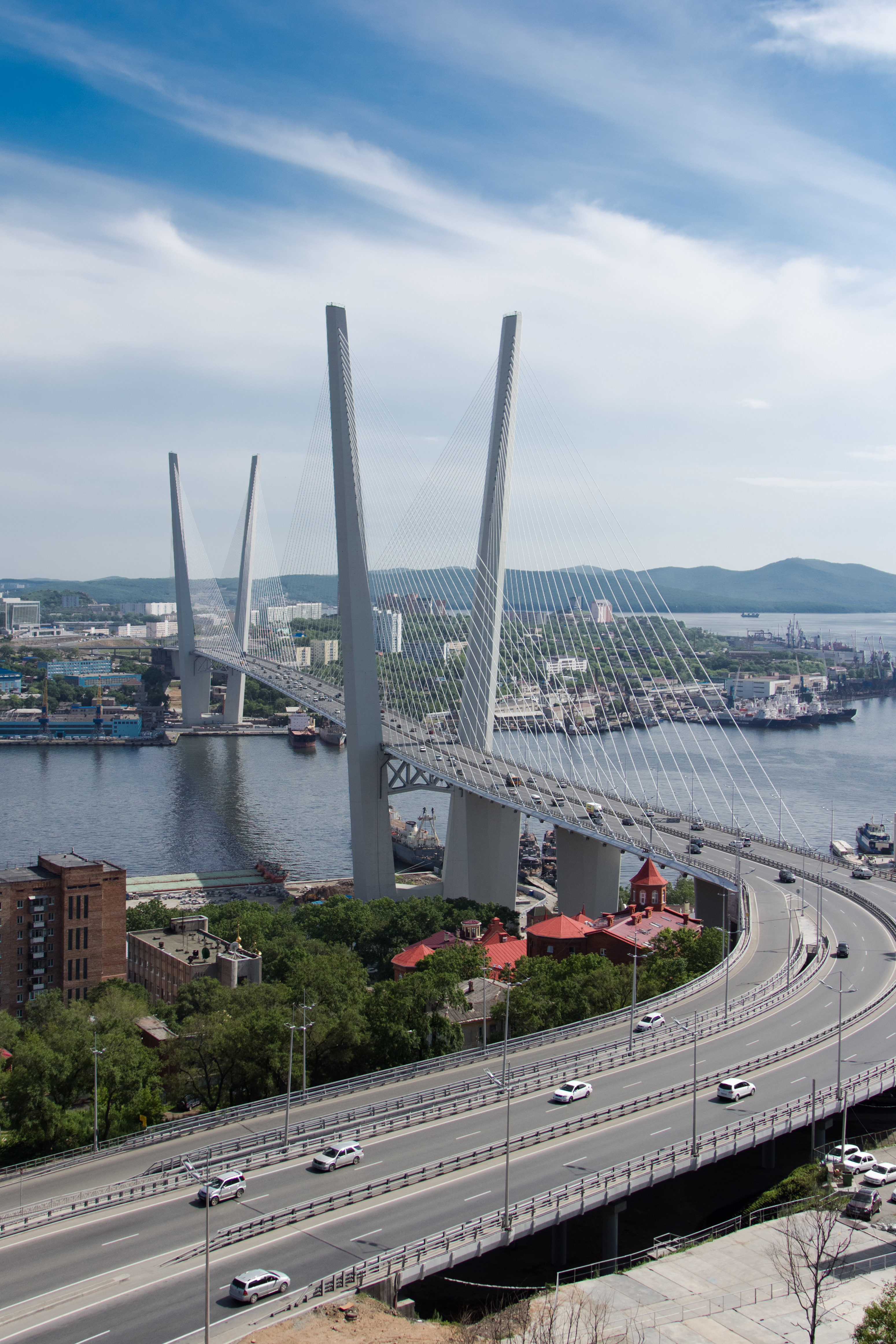
Zlatý most

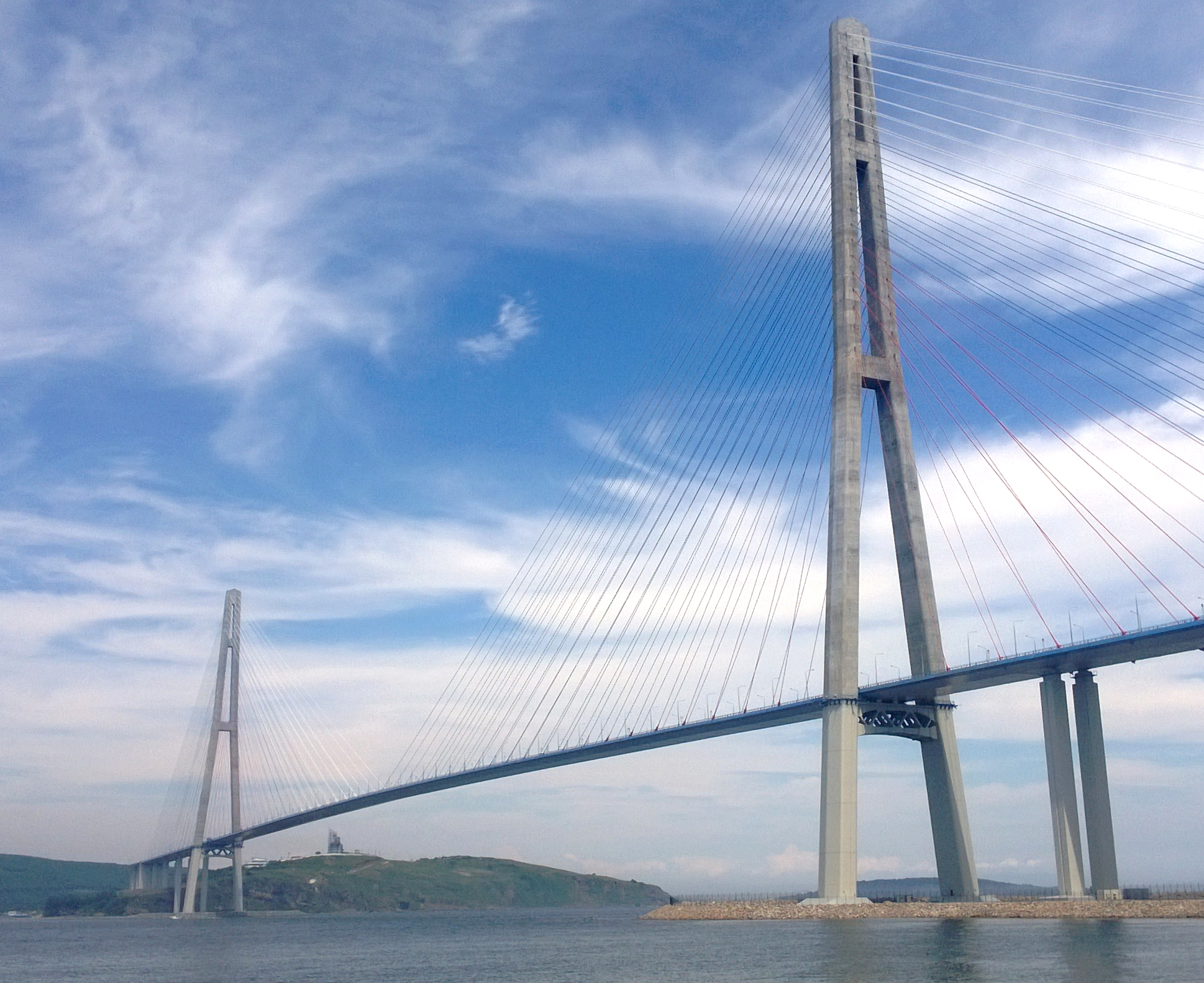
Ruský most

Jako první státník Sovětského Svazu navštívil město Nikita Chruščov, sám ho srovnával se San Franciscem. Až do roku 1992 bylo ale uzavřeno cizincům z důvodů vojenského utajení. V 80. letech se stalo centrem rybolovu, v rámci SSSR měla celá oblast vynikající výsledky. Dnes už funguje Vladivostok opět jako normální město, vysílají tu i televize – rusky i japonsky – a jsou zde konzuláty cizích zemí.

## Doprava
Hlavní dopravní prostředky jsou příměstský vlak, autobus, trajekt, trolejbus, tramvaj. Nachází se zde i mezinárodní letiště.
Délka všech tramvajových cest po zkrácení je v současnosti 2,5 km (dříve 18,4 km) a trolejbusových 4,5 km (dříve 45 km).
Velmi důležitými silničními dopravními stavbami ve Vladivostoku jsou Zlatý most, výrazně zkracující cestu přes záliv Zlatý roh, a Ruský most, spojující Vladivostok s Ruským ostrovem.

### Trolejbusy

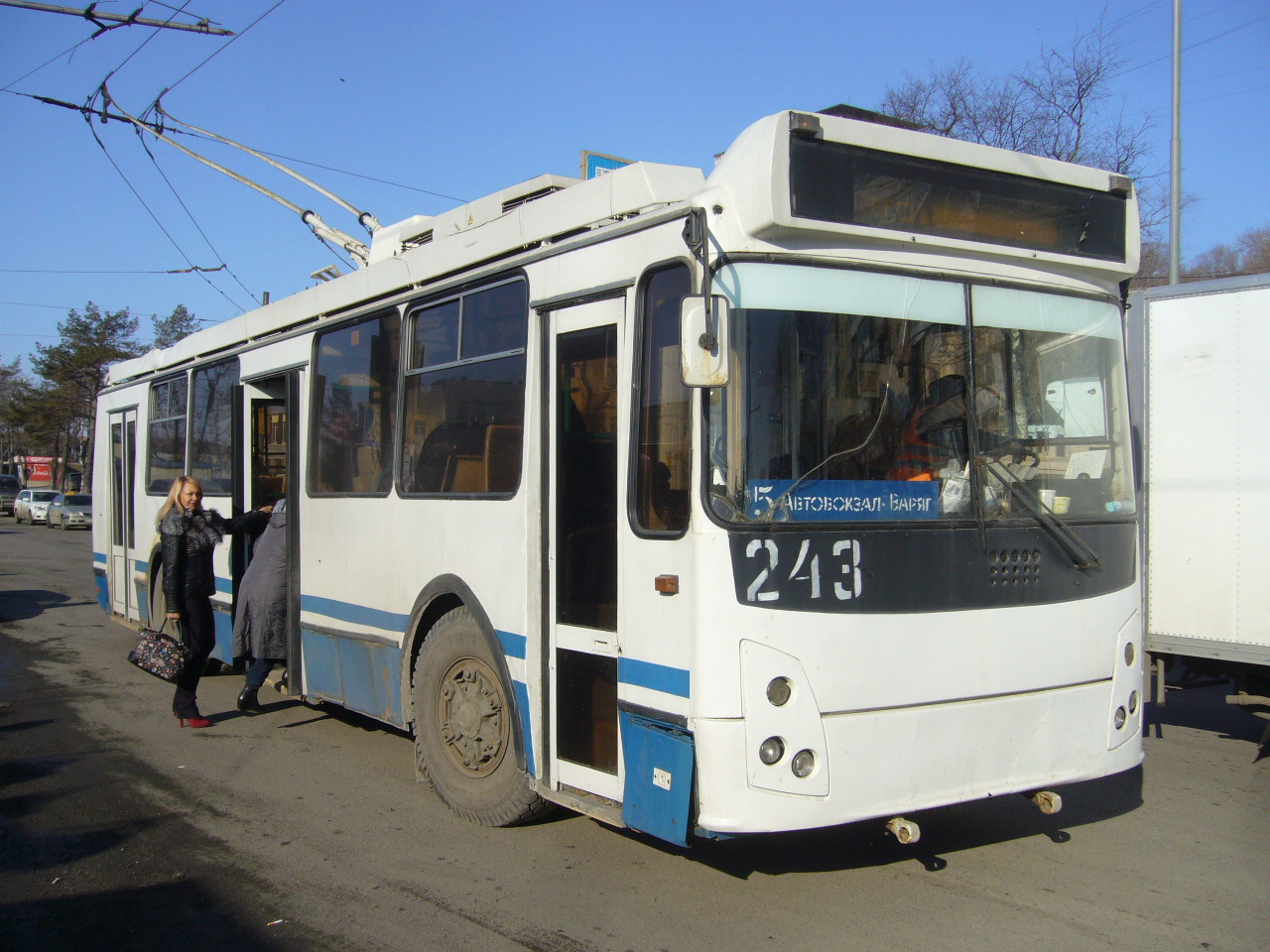
Vladivostocký trolejbus

Po Vladivostoku jezdí od 29. ledna 1965 trolejbusy. V současnosti[kdy?] je v provozu 21 trolejbusů.
- ЗиУ-9 4 ks (nejsou v provozu)
- ЗиУ-682Г-016.02 15 ks
- ВМЗ-5298.01-50 «Авангард» 2 ks

#### Trasy
| Číslo trasy | Trasa                             | Interval v minutách | První spoj | Poslední spoj |
| ----------- | --------------------------------- | ------------------- | ---------- | ------------- |
| 5           | Автовокзал — Завод «Варяг»        | 10                  | 6:07       | 21:37         |
| 11          | Автовокзал — Клиническая больница | 5                   | 6:30       | 22:42         |

### Tramvaje

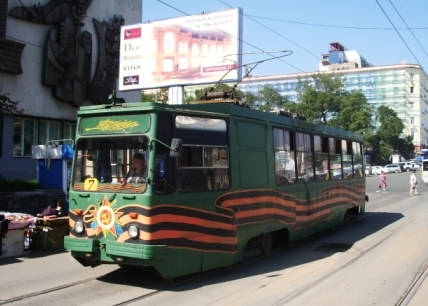
Vladivostocká tramvaj

Jezdí od 9. října 1912. V současnosti[kdy?] je 33 funkčních vozů:
- РВЗ-6М2
- 71-605А
- 71-608К
- ЛМ-93

#### Trasy
Od 22. července 2011 po dobu stavby kanalizační stoky je v provozu jen jedna zkrácená linka 6k Стадион – Минный городок s intervalem 3–5 min. Jízdenka na jednu cestu stojí 10 rublů (6,50Kč). 1. července 2013 byla tramvajová linka 6 prodloužena na stanici Борисенко.
| Číslo trasy | Trasa                      | Interval v minutách |
| ----------- | -------------------------- | ------------------- |
| 6           | Минный городок — Борисенко | 3–5                 |

Schema tramvajové sítě ve Vladivostoku

### Metro
Výstavba podzemní dráhy je ve stadiu úvah. Je nesnadné odlišit patrně humorné návrhy od vážně míněných. Počet obyvatel Vladivostoku zdaleka nedosahuje hranice jednoho milionu, která byla v době Sovětského svazu považována za limitní pro výstavbu podzemní dráhy. Avšak novější studie uvažují o počtu přepravených cestujících 35–40 tisíc (za den). Po omezení počtu zaměstnanců v kdysi klíčových průmyslových závodech se zdá, že ani této hranice Vladivostok ve střednědobém horizontu nedosáhne.

### Ostatní
- Autobusy (provozované dopravním podnikem i soukromými dopravci)
- Lanovka 1 trasa
- Lodní doprava 3 trasy
- Příměstské vlaky 15 tras

### Galerie

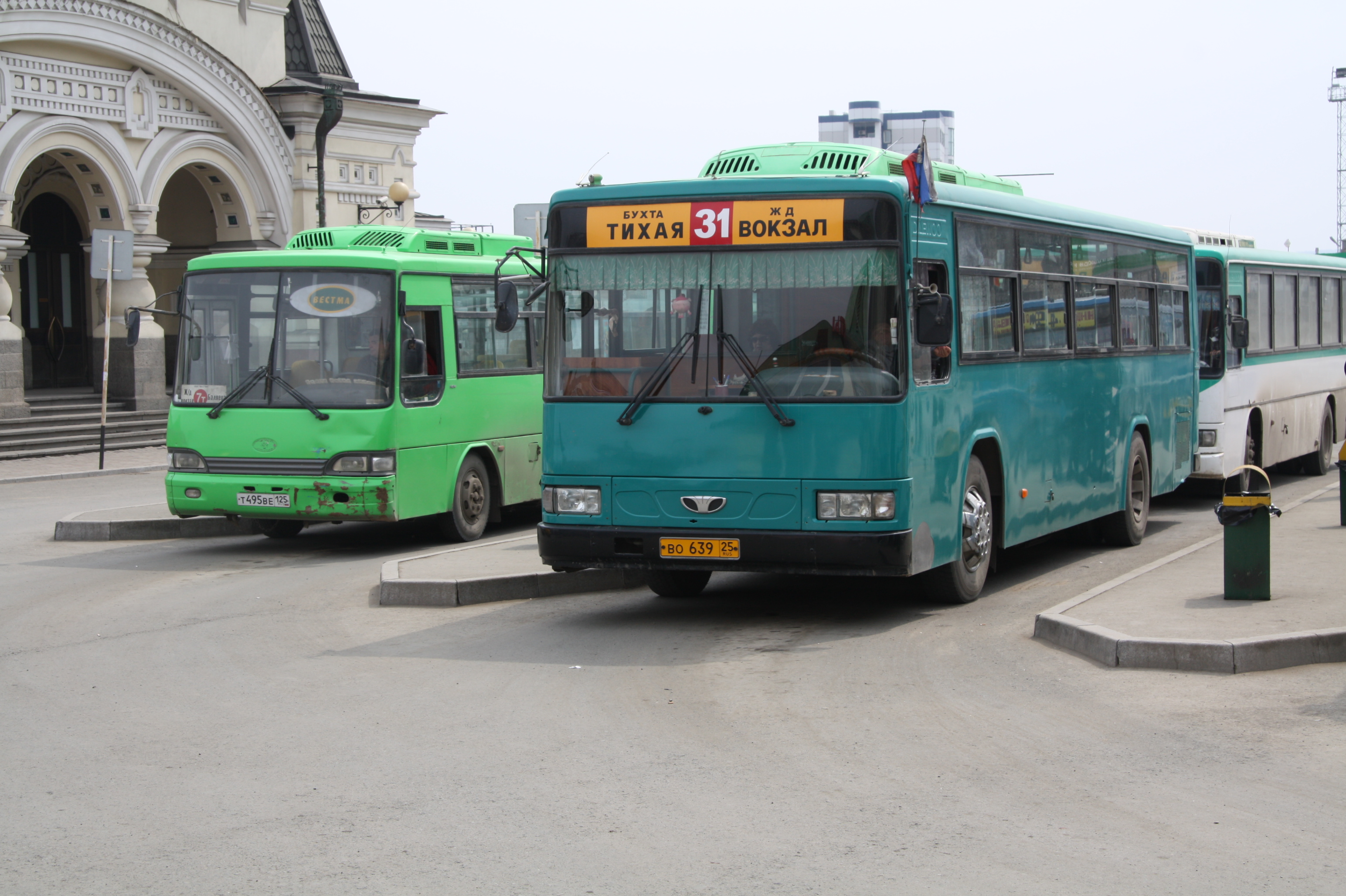
Vladivostocké autobusy
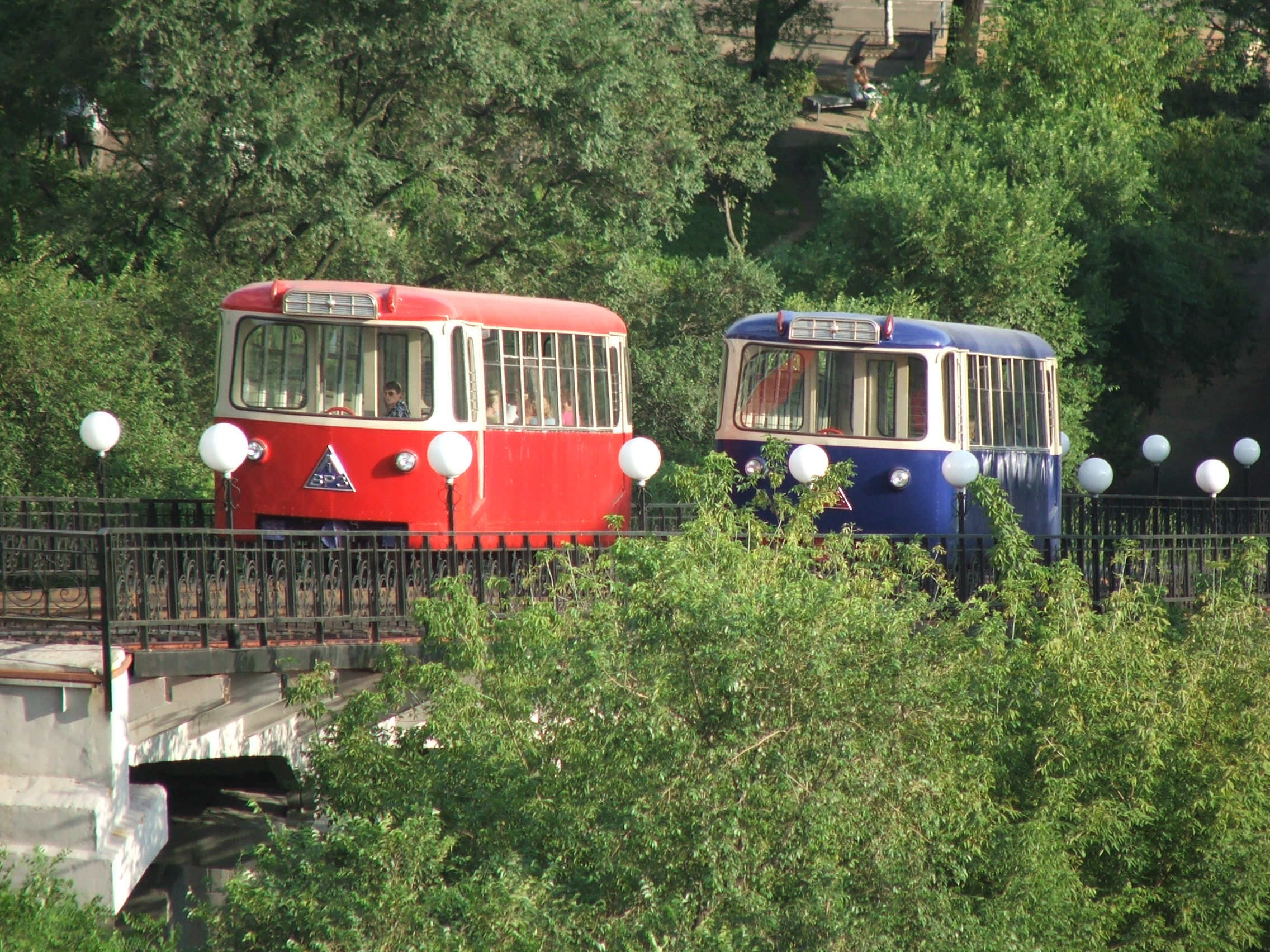
Lanovky

## Podnebí

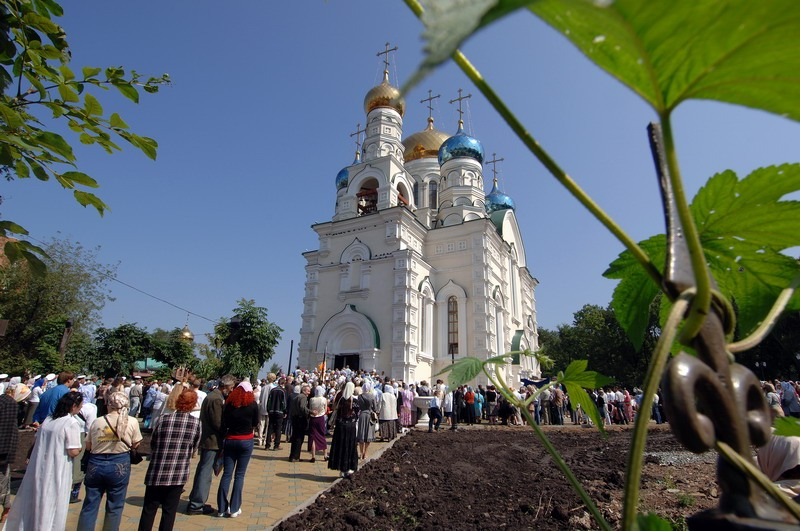
Kostel ochrany Panny Marie

Vladivostok má subpolární monzunové podnebí. Zatímco v létě vane teplý vzduch od moře z jihovýchodu, tak v zimě je to naopak: vane severozápadní vítr ze Sibiře. Nejdeštivější častí roku je léto, nejsušší je zima. Nejnižší naměřená teplota v historii −31,4 °C byla naměřena v roce 1931, naopak nejtepleji bylo 33,6 °C v roce 1939.

### Jaro
Častá oteplení a ochlazení, někdy i o 10–15 °C.

### Léto
Klimatické léto trvá v průměru 85 dní. Léto začíná o týden později než v Nachodce (27. června), protože ve Vladivostoku je více mlh a vyšší vlhkost vzduchu. Léto končí 19. září.
Pro léto je charakteristická proměnlivost počasí, v první půlce léta převládá oblačnost a mlhy a v létě je také nejvíce silných dešťů.

### Podzim
Suchý a teplý s velkým množstvím jasných dnů. První ranní mrazíky přicházejí 24.–26. října, ale mohou být i dříve. První sníh bývá 18. listopadu. Na podzim také sílí vítr až do 7 m/s. Největší nárazy větru bývají okolo 15 m/s.

### Zima
Vane především ledový vzduch ze Sibiře, a proto je v zimě hlavně jasno, sucho a velmi mrazivo. Klimatická zima trvá 130 dní, začíná 14. listopadu a končí 23. března.
Za celou zimu je okolo 18 dnů se zataženou oblohou a 27 dní se sněžením. Déšť se sněhem nebo samotný déšť se během zimy neobjevují každý rok. Blizardy jsou 8–9 dní v zimě a rychlost větru při nich je 15–20 m/s, způsobují sněhové závěje a problémy v dopravě a práci.
| Vladivostok – podnebí       | Vladivostok – podnebí | Vladivostok – podnebí | Vladivostok – podnebí | Vladivostok – podnebí | Vladivostok – podnebí | Vladivostok – podnebí | Vladivostok – podnebí | Vladivostok – podnebí | Vladivostok – podnebí | Vladivostok – podnebí | Vladivostok – podnebí | Vladivostok – podnebí | Vladivostok – podnebí |
| Období                      | leden                 | únor                  | březen                | duben                 | květen                | červen                | červenec              | srpen                 | září                  | říjen                 | listopad              | prosinec              | rok                   |
| --------------------------- | --------------------- | --------------------- | --------------------- | --------------------- | --------------------- | --------------------- | --------------------- | --------------------- | --------------------- | --------------------- | --------------------- | --------------------- | --------------------- |
| Nejvyšší teplota [°C]       | 0                     | 3                     | 12                    | 19                    | 28                    | 27                    | 30                    | 30                    | 26                    | 21                    | 13                    | 2                     | 30                    |
| Průměrné denní maximum [°C] | −8,1                  | −4,2                  | 2,2                   | 9,9                   | 14,8                  | 17,8                  | 21,1                  | 23,2                  | 19,8                  | 12,9                  | −3,1                  | −5,1                  | 9                     |
| Průměrná teplota [°C]       | −12,3                 | −8,4                  | −1,9                  | 5,1                   | 9,8                   | 13,6                  | 17,6                  | 19,8                  | 16                    | 8,9                   | −0,9                  | −9,1                  | 4,9                   |
| Průměrné denní minimum [°C] | −15,4                 | −11,6                 | −4,9                  | 2                     | 6,7                   | 11,1                  | 15,6                  | 17,7                  | 13,1                  | 5,9                   | −3,8                  | −11,9                 | 2                     |
| Nejnižší teplota [°C]       | −29                   | −25                   | −17                   | −4                    | 2                     | 8                     | 14                    | 11                    | 1                     | −6                    | −18                   | −25                   | −29                   |
| Průměrné srážky [mm]        | 14                    | 15                    | 27                    | 48                    | 81                    | 110                   | 153                   | 151                   | 116                   | 57                    | 28                    | 18                    | 818                   |
| Zdroj:                      |                       |                       |                       |                       |                       |                       |                       |                       |                       |                       |                       |                       |                       |

## Životní prostředí
Ovzduší ve Vladivostoku je silně znečištěné hlavně benzoapyrenem a oxidem dusičitým. Průměrná koncentrace benzoapyrenu překračuje limit trojnásobně a koncentrace oxidu dusičitého překračuje limit 150 %.
Kvalita mořské vody je velmi špatná. Především v zálivech může koncentrace nafty ve vodě překročit limit i šestinásobně. Záliv Zolotoj rog patří mezi nejzamořenější zálivy, je zamořený rtutí, fenoly a těžkými kovy.

## Ekonomika a kultura
Město je stále velkým výrobcem vojenského vybavení, lodí a centrem rybolovu. Hlavními průmysly jsou přeprava, komerční rybolov a námořní základna. Rybolov představuje téměř čtyři pětiny komerční produkce Vladivostoku. Ostatní potravinářské výroby činí 11 %. Od roku 2009 zde působí automobilka Sollers, měla by produkovat až 13 000 automobilů ročně.
Maxim Gorkij Akademické divadlo, založené roku 1931 je určené pro drama, hudební a dětské divadelní představení. Přímořské muzeum Arseňjeva otevřené roku 1890 vystavuje i některé velmi vzácné předměty, například staré čínské stély. Nachází se zde také nová budova opery a baletní divadlo. Ve městě vychází asi 40 deníků, z nichž největší náklad mají noviny Primorskij Kraj.
Ve městě je fotbalový klub FK Luč-Energija Vladivostok, hokejový klub KHL Admiral Vladivostok a basketbalový klub Spartak Primorje.

## Slavní rodáci
- Igor Jevgeněvič Tamm (1895–1971), sovětský fyzik, nositel Nobelovy cena za fyziku za rok 1958[9]
- Yul Brynner (1920–1985), americký herec a zpěvák, držitel Oscara[10]
- Igor Kunicyn (* 1981), bývalý ruský profesionální tenista[11]
- Natalja Pogoninová (* 1985), ruská šachistka[12]

## Galerie

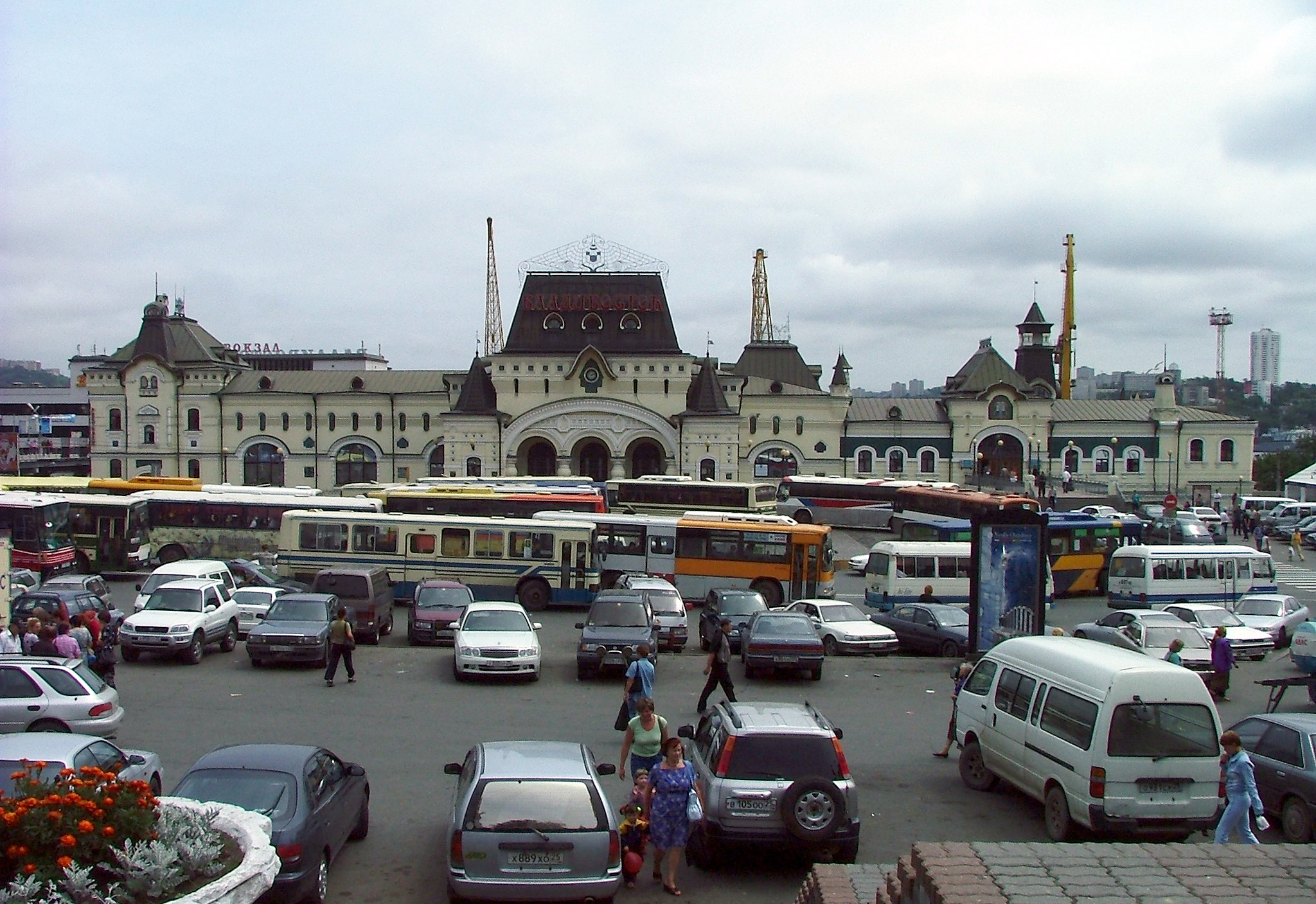
Vlakové nádraží
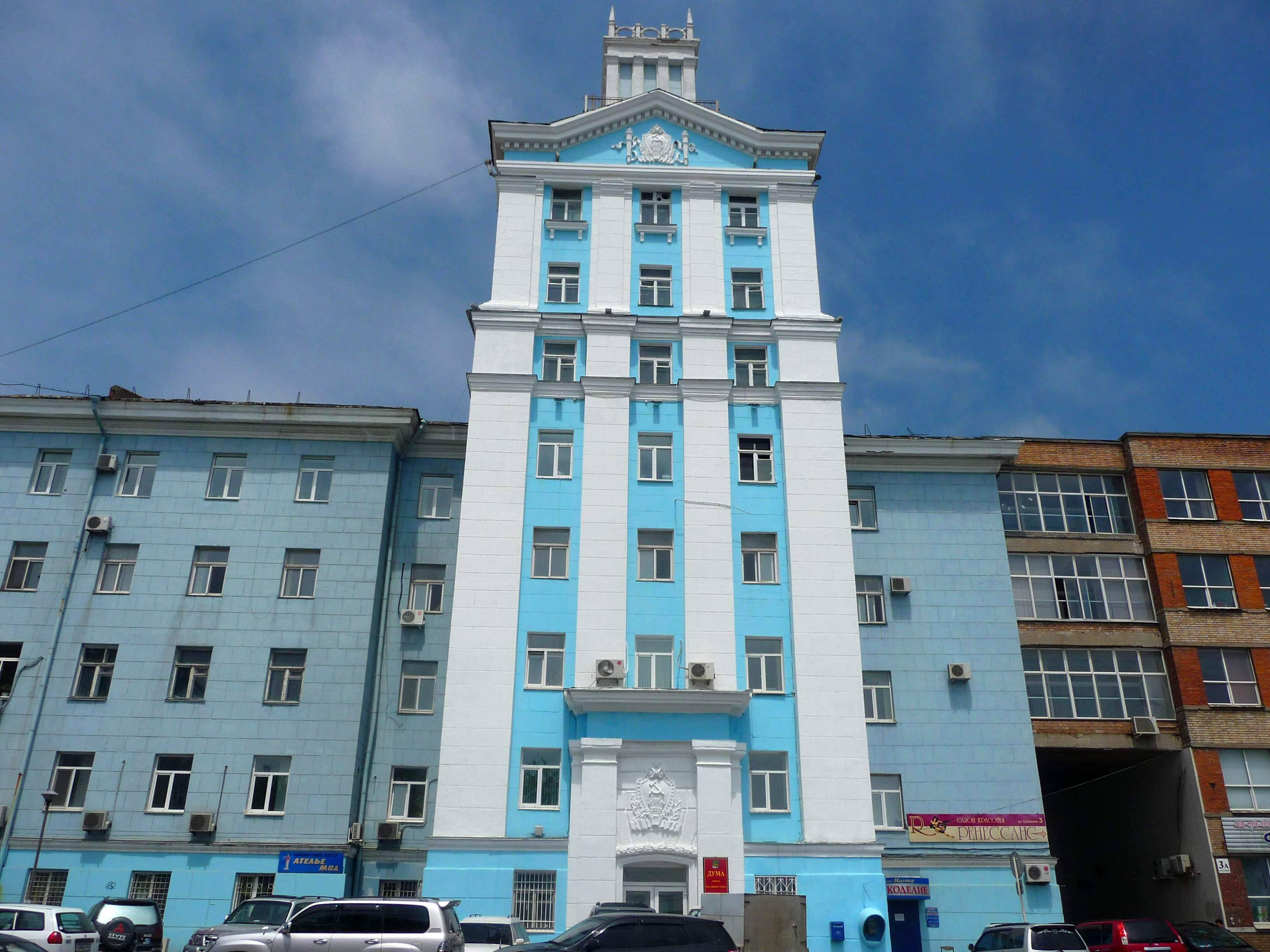
Městská duma
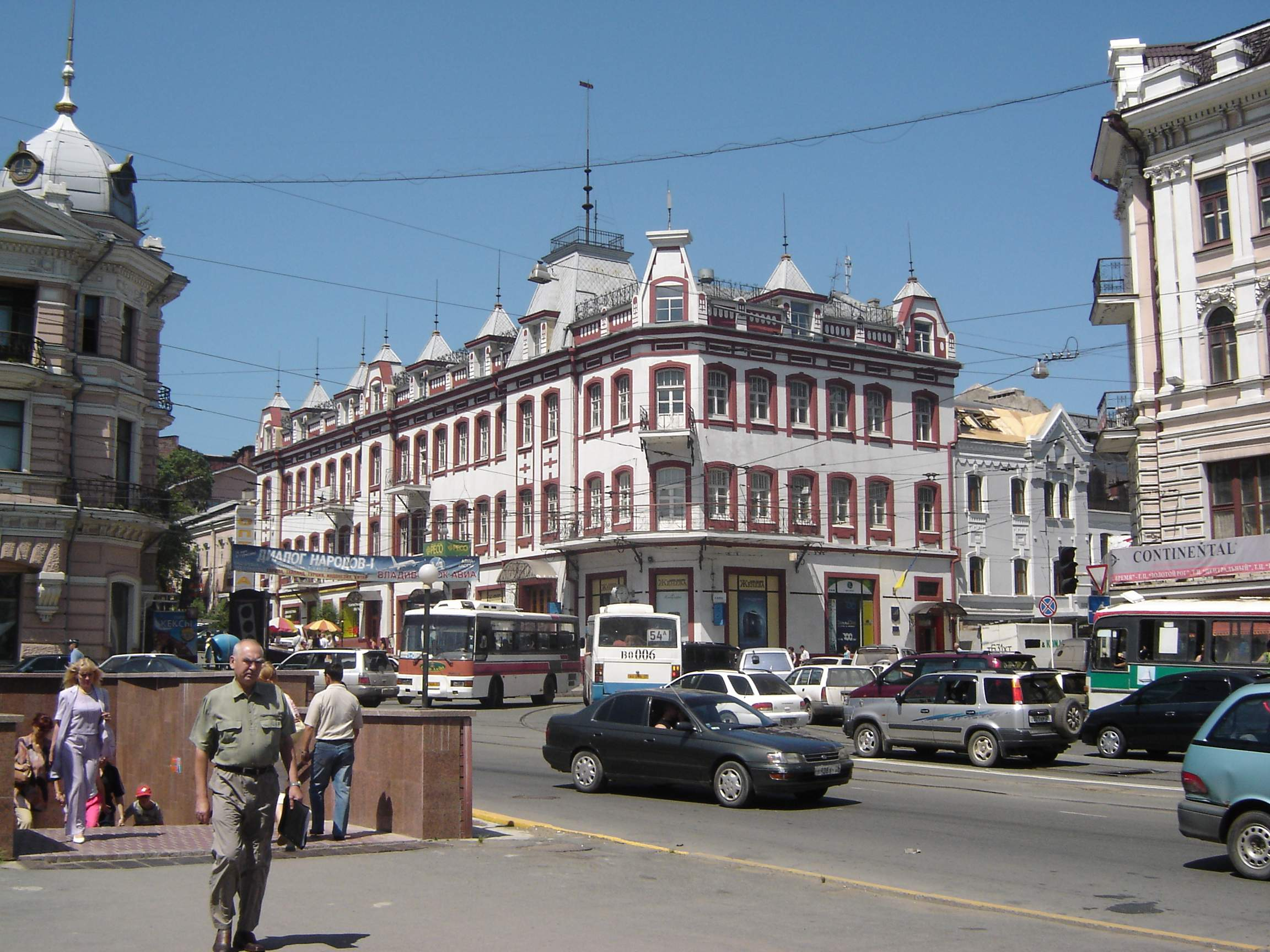
Ulice Svetlanskaya v centru
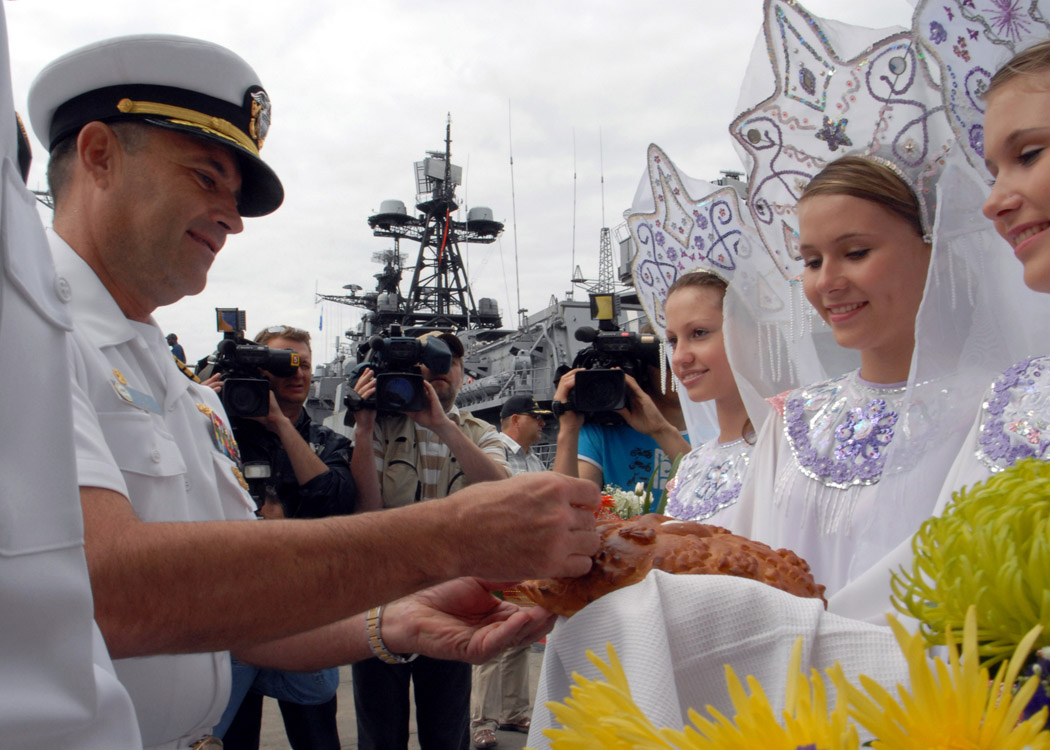
Vítání velitele americké válečné lodě chlebem a solí v roce 2007
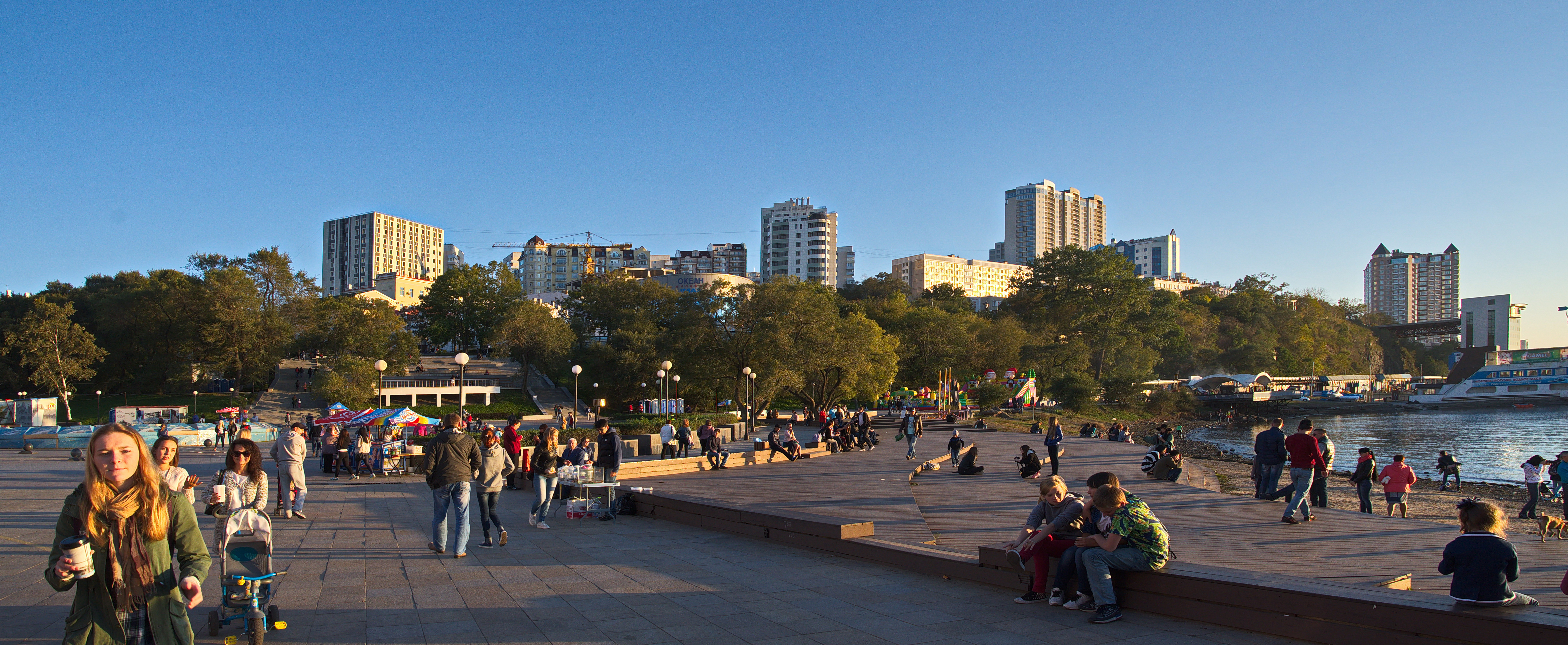
Promenáda na nábřeží
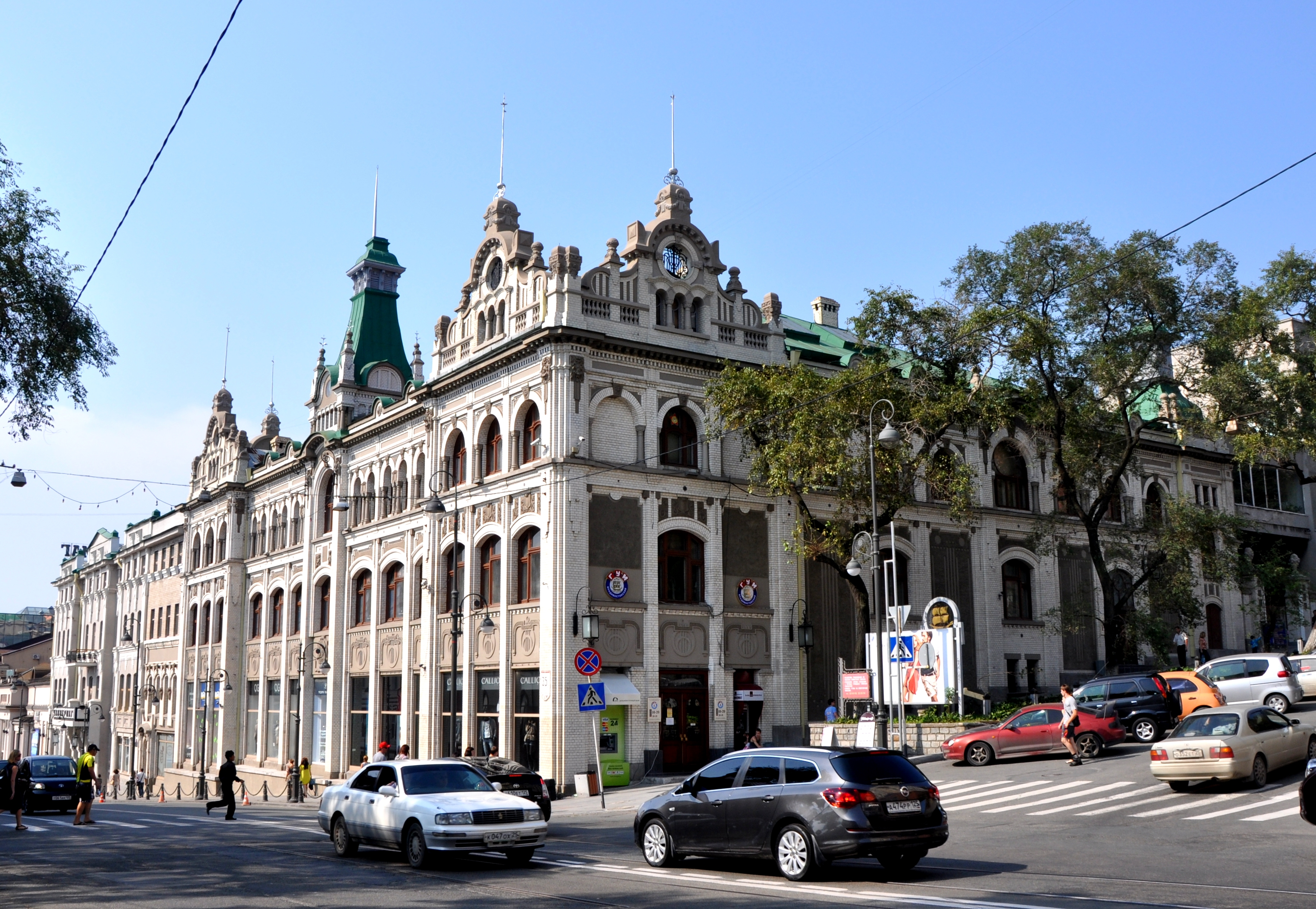
Pobočka obchodního domu GUM
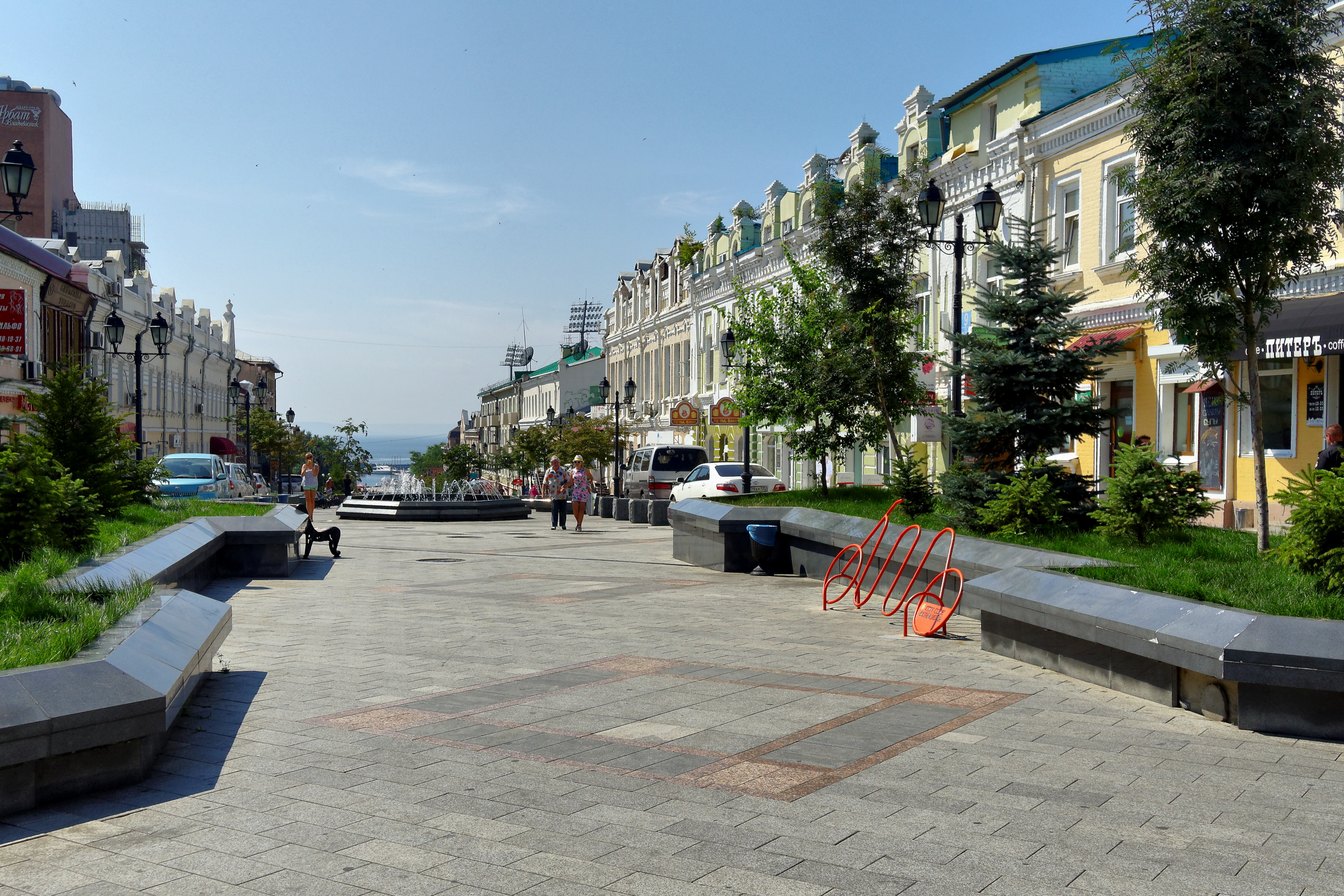
Ulice Admirála Fokina

## Partnerská města
- Akita, Japonsko
- Cebu, Filipíny
- Cchinvali, Jižní Osetie (2021)
- Davao, Filipíny
- Hakodate, Japonsko
- Charbin, Čína
- Inčchon, Jižní Korea
- Makati, Filipíny
- Jen-pien, Čína
- Juneau, Aljaška, Spojené státy americké
- Kota Kinabalu, Malajsie
- Manta, Ekvádor

- Niigata, Japonsko
- Pusan, Jižní Korea
- San Diego, Kalifornie, Spojené státy americké
- Tacoma, Washington, Spojené státy americké
- Ta-lien, Čína
- Vladikavkaz, Rusko
- Wonsan, Severní Korea